# Grafenau (Bajorország)
Grafenau település Németországban, azon belül Bajorországban. Lakosainak száma 8229 fő (2023. december 31.). Grafenau Saldenburg, Perlesreut, Ringelai, Hohenau, Neuschönau, Sankt Oswald-Riedlhütte, Spiegelau és Schönberg községekkel határos.

## Népesség
A település népessége az elmúlt években az alábbi módon változott:
| Lakosok száma | 967  | 2395 | 7914 | 8346 | 8255 | 8314 | 8276 | 8256 | 8151 | 8229 |
|               | 1875 | 1950 | 1970 | 2011 | 2013 | 2014 | 2016 | 2019 | 2021 | 2023 |